# 車窓のグルメ
『車窓のグルメ〜駅弁でカンパイ〜』（しゃそうのグルメ〜えきべんでかんぱい）は、魚乃目三太による日本の漫画。『ゴラクエッグ』（日本文芸社）にて、2017年10月号から2018年9月号に1～11話が、週刊漫画ゴラク（同社刊）にて2019年3月号に12話が掲載。単行本はニチブン・コミックスより2019年5月1日に刊行。全1巻。ストーリー・フィクションもので、サラリーマンの出張ついでに駅弁グルメと酒をたしなむ漫画である。

## あらすじ
営業マンである坂月ハジメは、日帰り出張することが多いのだが、そんな彼の楽しみは列車でたしなむ駅弁と地酒（場合によっては全国酒やソフトドリンクの場合もある）であった。彼は氏名のとおり酒好きらしく、酒は基本カップや缶詰が多いが、瓶の場合もある。その際も考慮して、彼は缶切りや栓抜きなどの秘密道具を用意している。

## 登場人物

### ニチブンテクノス
坂月ハジメが勤務する会社の社員及び関係者。
坂月ハジメ（さかずき ハジメ）
本作の主人公。東京に本社を置く中小企業、ニチブンテクノスに籍を置くサラリーマン。営業担当のため、出張することが多いが、台所事情からほとんどが日帰りである。彼の出張の楽しみは地元の駅弁と酒を列車に乗りつつ楽しむこと。
ミユキ
ハジメと同じ会社に勤務する事務員。本編最多出場のマドンナ。ハジメは彼女に恋していて、彼女もハジメに少し気があるらしい。
実はビール党。ハジメはデートの際、弁当とともにビールも彼女におごった。
部長
ハジメの上司で、ハジメにいつも弾丸出張を申し付けている（九州出張の際は、安宿限定での宿泊を認可）。
明石工場の娘
＃01「明石のひっぱりだこ」に登場。ハジメが毎年、点検出張する際に出会うマドンナ。
ハジメ自身は1年毎の点検でしか会えないのを残念がっている。
浜松の女
＃02「浜名湖のうなぎ」に登場。出張先・浜松の事業所でハジメが出会うマドンナ。
彼女が書類を落としたところに出くわし、一緒に拾い上げる。

### その他
ハジメが出張する先で接触した人々。
車掌
ハジメが出張のために乗車する列車で乗務する人。
終点の東京駅や博多駅で寝坊するハジメをいつも起こしている。
中央線の乗客女性
＃03「甲府の鳥モツ」に登場、ハジメが中央線特急スーパーあずさで出会ったマドンナ。
楽しそうに一人夕宴（駅弁と地酒）を楽しむハジメに信玄餅を差し入れ、八王子駅で下車。
盛岡の自転車女性
＃04「岩手のわっぱ飯」に登場、ハジメが出張先へ向かうタクシーですれ違いに出会ったマドンナ。
その女性が、ハジメの幼馴染に似ていた（その幼馴染が「こまち」らしい）。
なお、帰りの新幹線は「こまち」でなく「はやぶさ」。
博多・リカーショップの女性
＃06「博多の明太子弁当」に登場。ハジメが出張で博多に立ち寄った時、お酒を購入した店のスタッフ。
来店したハジメにビールとあう柑橘系ジュースを紹介した。
別府温泉のお爺さん
＃06「博多の明太子弁当」に登場。ハジメが博多出張の都合で夜遅く、閉館間近に入浴した日帰り温泉施設の客。
新幹線の始発乗車、福岡事業所での仕事の遅延からグロッキーで眠そうになったハジメを起こす。
延岡駅員
＃07「大分の山海弁当」に登場。延岡駅で下車してそのままベンチで眠ったハジメを起こした。

## 書誌情報
- 魚乃目三太『車掌のグルメ』 日本文芸社〈ニチブン・コミックス〉、全1巻
  1. 2019年5月1日発売、ISBN 978-4-7859-5981-4